# حشره‌خوار سربزرگ کوچک
 حشره‌خوار سربزرگ کوچک (نام علمی: Paracrocidura schoutedeni) نام یک گونه از زیرخانواده حشره‌خوار دندان‌سفید است.